# آناستازیا سواستووا
 آناستازیا سواستووا (انگلیسی: Anastasija Sevastova؛ زادهٔ ۱۳ آوریل ۱۹۹۰) یک تنیس‌باز اهل لتونی است. سواستووا به عنوان یک تنیس‌باز تک‌نفره به شهرت رسیده است و در رده‌بندی جهانی تنیس حرفه‌ای زنان، جایگاه خوبی را دارد. او در زمینه تنیس دوبل نیز فعالیت می‌کند. سواستووا به طور معمول در مسابقات بزرگ گرنداسلم شرکت می‌کند و در طول کارنامه حرفه‌ای خود موفقیت‌های قابل توجهی را کسب کرده است.